# Champ funéraire d'Hjortsberga
Le champ funéraire d'Hjortsberga (suédois : Hjortsberga gravfält) est un cimetière situé près de l'église d'Hjortsberga, dans la commune de Ronneby, dans la province historique de Blekinge, en Suède.